# Trafana minima
Trafana minima är en stekelart som beskrevs av André Seyrig 1952. Trafana minima ingår i släktet Trafana och familjen brokparasitsteklar. Inga underarter finns listade i Catalogue of Life.